# Nuno Pontes
Nuno Pontes (Pittsburgh, Pensilvania, 2 de abril de 1967) es un atracador y ladrón estadounidense famoso por haberse fugado de la Penitenciaría de máxima seguridad de Western. Actualmente se encuentra en una prisión de máxima seguridad y pasará doce años en una celda de aislamiento.

## Antecedentes
Antes de que Nuno acabara en su primera cárcel, fue autor de varios robos en la ciudad de Pittsburgh. Tras haber sido detenido por la policía en 1990, se fugó un año después de la prisión Estatal de Pensilvania. En 1992 fue hallado y conducido a la Western Penitenciary de Pittsburgh, condenado a más de 15 años por sus anteriores robos y por la fuga. 

## La fuga
Su primera fuga, planeada meses antes, hizo que él pudiera huir de la Prisión del Estado de Pensilvania. Esa evasión hizo que estuviera a la intemperie todo un año, hasta ser apresado y llevado a Pittsburgh en 1992. Después de su primera huida, Nuno Pontes decidió escaparse de la cárcel en la que estaba encerrado. 
Para planear la fuga, se unió con otro preso; Tom Berkelbaugh. Los dos reunieron a otros cuatro reclusos y consiguieron bajar hasta el sótano de la cárcel. Allí había picos y palas, además de gorros de mineros. Un guardia aseguró <<Desconocemos qué y sobre todo porqué estaban esos instrumentos ahí abajo. Ningún guardia nunca baja allí (gracias a ello pudieron bajar los seis hasta abajo sin problema) y no sabíamos que alguien estuvo en ese lugar>>. Los seis escaparon al mediodía de la prisión a través de un túnel subterráneo cavado por ellos mismos. Después, dos de los seis robaron una camioneta que transportaba la comida para la cárcel y los otros cuatro subieron. 

## La persecución
Nuno Pontes poseía un diario donde escribía sus pensamientos y sus ideas. Al huir, se olvidó de él y lo dejó en su celda, hecho que permitió a la policía saber su plan, que iban a hacer, a dónde se dirigían y la ruta del escape. Este diario sirvió de base para narrar el episodio, que se llevó a cabo en primera persona siguiendo la descripción por escrito del supuesto libro hecho por Nuno Pontes.

## Breakout
La exitosa serie Breakout, relata algunas de las huidas más increíbles e importantes de la historia. La fuga de Nuno Pontes fue añadida a uno de sus capítulos, titulado "Los seis de Pittsburgh" (en inglés Pittsburgh Six).